# Жильцов, Фаддей Михайлович
Фаддей Михайлович Жильцов (21 августа 1902, Васильевка, Владимирский уезд, Владимирская губерния — ?) — советский военачальник, полковник (28 ноября 1940), участник Великой Отечественной войны.

## Биография
В мае 1924 года вступил в ряды Рабоче-крестьянской Красной армии, в 1927 году окончил Иваново-Вознесенскую пехотную школу им. М. В. Фрунзе. По окончании служил в 110-м стрелковом полку 37-й стрелковой дивизии Белорусского военного округа.
В январе 1938 года он командовал 95-м стрелковым полком 32-й стрелковой дивизии 1-й Отдельной Краснознаменной армии и в августе 1938 года участвовал в Хасанских боях, за что 19 октября 1938 года был награжден орденом Красного Знамени.
В 1939 году окончил курсы «Выстрел» и в ноябре 1940 года стал командиром 16-й моторизованной бригады Дальневосточного фронта.
Во время Великой Отечественной войны в ноябре 1941 года занимал должность временного командира 58-й отдельной стрелковой бригады. Вместе с этой бригадой, в составе 2-й ударной армии, принимал участие в Любанской наступательной операции.
31 марта 1942 года Жильцов был назначен командиром 92-й стрелковой дивизии, которая с 12 апреля входила в состав Волховской оперативной группы Ленинградского фронта. Продолжая занимать должность командира 92-й стрелковой дивизии, 24 мая 1942 года вступил в должность командира 327-й стрелковой дивизии. 4 июля был взят в плен, и до конца войны находился в лагерях военнопленных в Германии.
31 января 1946 года был уволен в запас.

## Награды
- Орден Красного Знамени[2]